# 神舟七号伴星
神舟七号伴飞小卫星或伴星是中国开发制造的一枚小型卫星，该卫星为神舟七号任务的实验载荷之一，于2008年9月27日格林威治标准时间的11时27分左右从神舟七号飞船的轨道舱部分脱离并部署入轨。在部署之前，该卫星被安装在神舟七号飞船的轨道舱顶部。

## 任务
伴飞小卫星被设计用于拍摄并传输神舟七号飞船的图像。它重约40公斤，包含两个摄像头和通信设备，使用基于氨气的推进系统进行操纵。在神舟七号任务结束后，伴星仍将留在轨道上，作为与废弃的神舟七号飞船轨道舱进行编队飞行实验的一部分。
在神舟七号的伴飞小卫星被释放之后的几个小时之内，神舟七号轨道舱曾异常接近国际空间站。这引发了一些猜测，相关人士认为该小型卫星实验旨在测试军用反卫星拦截技术。